# 오슬로 노면전차
오슬로 노면전차 (노르웨이어: Trikken i Oslo)는 오슬로 지하철 및 노르웨이 국철과 함께 오슬로와 베룸(Bærum)의 철도 시스템을 구성하는 요소이다.
철도 네트워크와 트램 87대 운영을 Sporveien Trikken AS에서, 트램 및 인프라 관리를 Sporveien AS에서 담당하고 있다. 파란 트램(blåtrikken), 도시 트램(bytrikken) 등의 이름으로 불리기도 하는데, 오슬로 서부에서 오슬로 지하철을 트램(trikk)이라고 부르기도 하는 것과 구별하기 위한 것이다. 첫 트램 노선은 1875년 크리스티아니아(오슬로의 옛 이름)에 도입된 것으로 말이 동력의 역할을 하였다. 전기 트램은 1894년에 처음 도입되었다.
2013년 기준으로 누적 트램 탑승 건수가 약 4,900만 건을 기록하였는데, 이는 오슬로 전체 대중 교통량의 16%에 해당한다.

## 노선
2020년 10월 노선 개변으로 트램 13번 노선은 랴브루(Ljabru)를 동쪽 종점으로, 18번은 그레프센(Grefsen)을 동쪽 종점으로 하게 되었다. 같은 시기 Schweigaards gate 정류장은 Dronning Eufemias gate로 이동되었다. 그 이외의 노선들은 2017년 노선 변경 이후의 상태를 유지하고 있다.
2017년을 기준으로 오슬로의 트램 노선은 총 6개이다. 아래 내용은 해당 노선에 포함된 주요 지역 및 정류장들만 정리된 것이며, 모든 정류장이 적힌 것은 아니다. 괄호 안의 색상은 Sporveien Trikken AS가 제공하는 노선도 상의 색상이다.
- 11 (주황): 마요스투엔(Majorstuen) – 브리스케뷔(Briskeby) – 국립극장(Nationaltheatret) – 오슬로 중앙역(Jernbanetorget) – 그뤼네뢰카(Grünerløkka) – 토쉬호브(Torshov) – 스토로(Storo) – 디센(Disen) – 셸소스(Kjelsås)
- 12 (보라): 마요스투엔(Majorstuen) – 프롱네르(Frogner) – 아케르 브뤼게(Aker Brygge) – 오슬로 중앙역(Jernbanetorget) – 그뤼네뢰카(Grünerløkka) – 토쉬호브(Torshov) – 스토로(Storo) – 디센(Disen) – 셸소스(Kjelsås)
- 13 (파랑): 베케스투아(Bekkestua) – 릴레아케르(Lilleaker) – 시외이엔(Skøyen) – 국립극장(Nationaltheatret) – 비외르비카(Bjørvika) – 에케베르그 공원(Ekebergparken) – 스포츠플라센(Sportsplassen) – 카스텔레(Kastellet) – 리아브루(Ljabru)
  - 릴레아케르부터 베케스투아까지는 SL79 대신 운전실 신호 (ATP)가 설치된 SL95 트램으로 운행한다. ATP는 오슬로 지하철에 있는 것과 같은 시스템이며, 도입 당시 SL79에는 설치되지 않았다. SL79는 릴레아케르에서 회차(回車)한다.
- 17 (빨강): 왕립병원(Rikshospitalet) – 울레볼(Ullevål) – 스토르토르베(Stortorvet) – 오슬로 중앙역(Jernbanetorget) – 칼 베르너 광장(Carl Berners plass) – 신센(Sinsen) – 그레프센(Grefsen)
- 18 (노랑): 왕립병원(Rikshospitalet) – 울레볼(Ullevål) – 스토르토르베(Stortorvet) – 오슬로 중앙역(Jernbanetorget) – 스토르가타(Storgata) – 토쉬호브(Torshov) – 그레프센(Grefsen)
- 19 (초록): 마요스투엔(Majorstuen) – 호만스뷔엔(Homansbyen) – 오슬로 중앙역(Jernbanetorget) – 오슬로 병원(Oslo Hospital) – 홀테트(Holtet) – 리아브루(Ljabru)

각 노선은 일반적으로 10분 간격, 저녁 시간과 주말에는 15-20분 간격으로 운행한다. 여러 노선이 같은 구간을 지나는 경우 트램이 5분마다 한 대씩 도착하도록 되어 있다. 이것은 Sporveien Trikken과 Ruter의 "굴러가는 길(Rullende fortau)"전략의 일부이다.

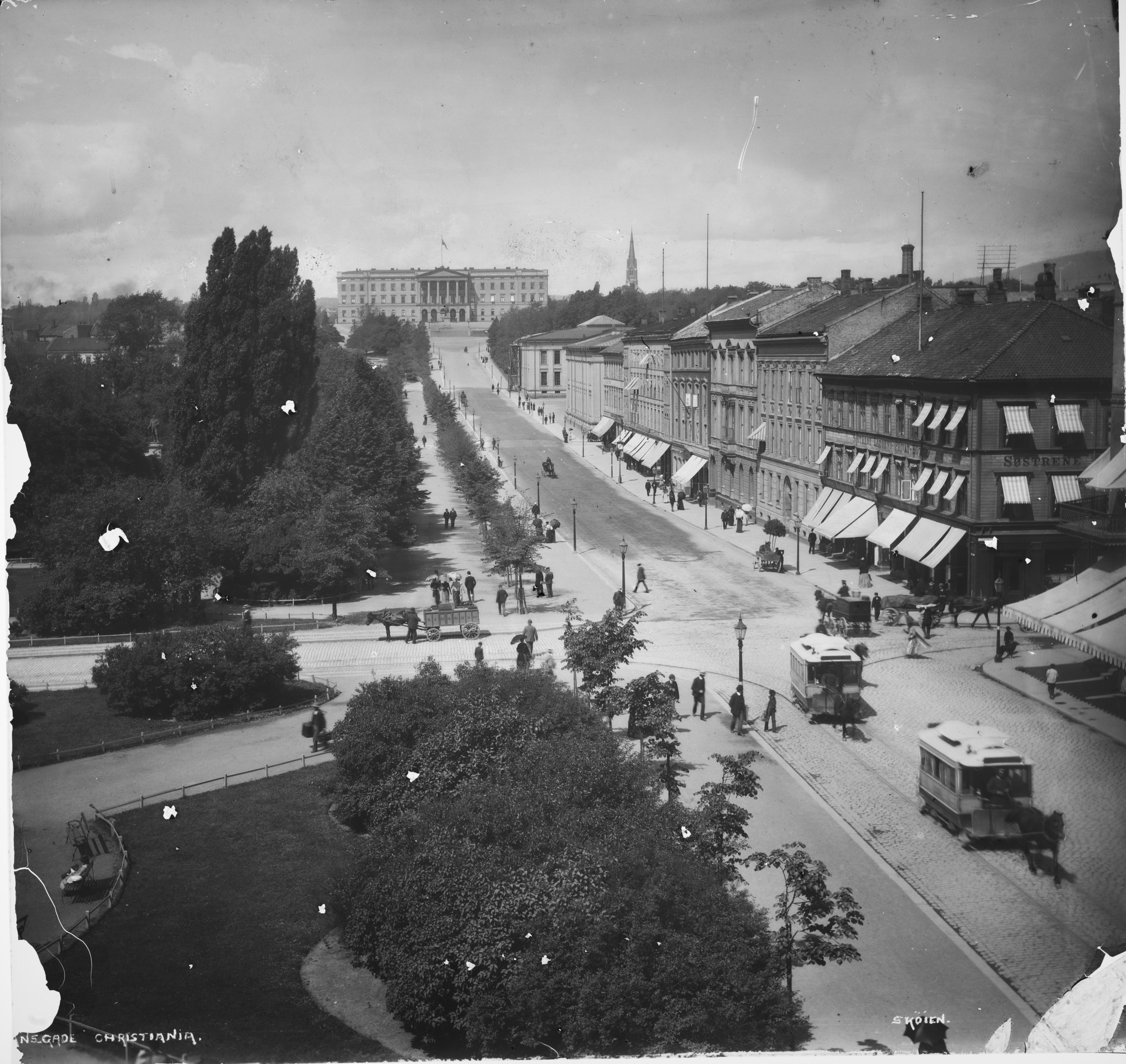
전기 트램 도입 이전인 1880-1890년대에는 말이 끄는 트램이 있었다. 배경은 오슬로의 칼 요한 거리.사진: Marthinius Skøien / 노르웨이 국립도서관

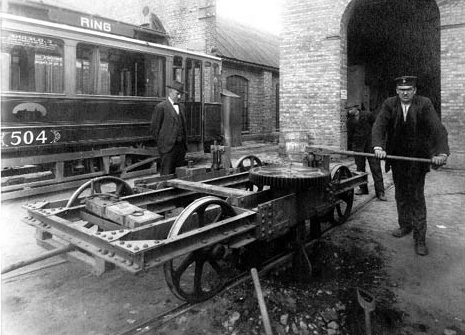
사게네(Sagene)에 위치한 트램 차고지의 유지보수 작업 모습. 1920년. 사게네의 차고지(Sagene vognhall)는 문을 닫았으며 현재는 주택 등으로 모습을 바꾸었다. 사진: Edvin Bauthler

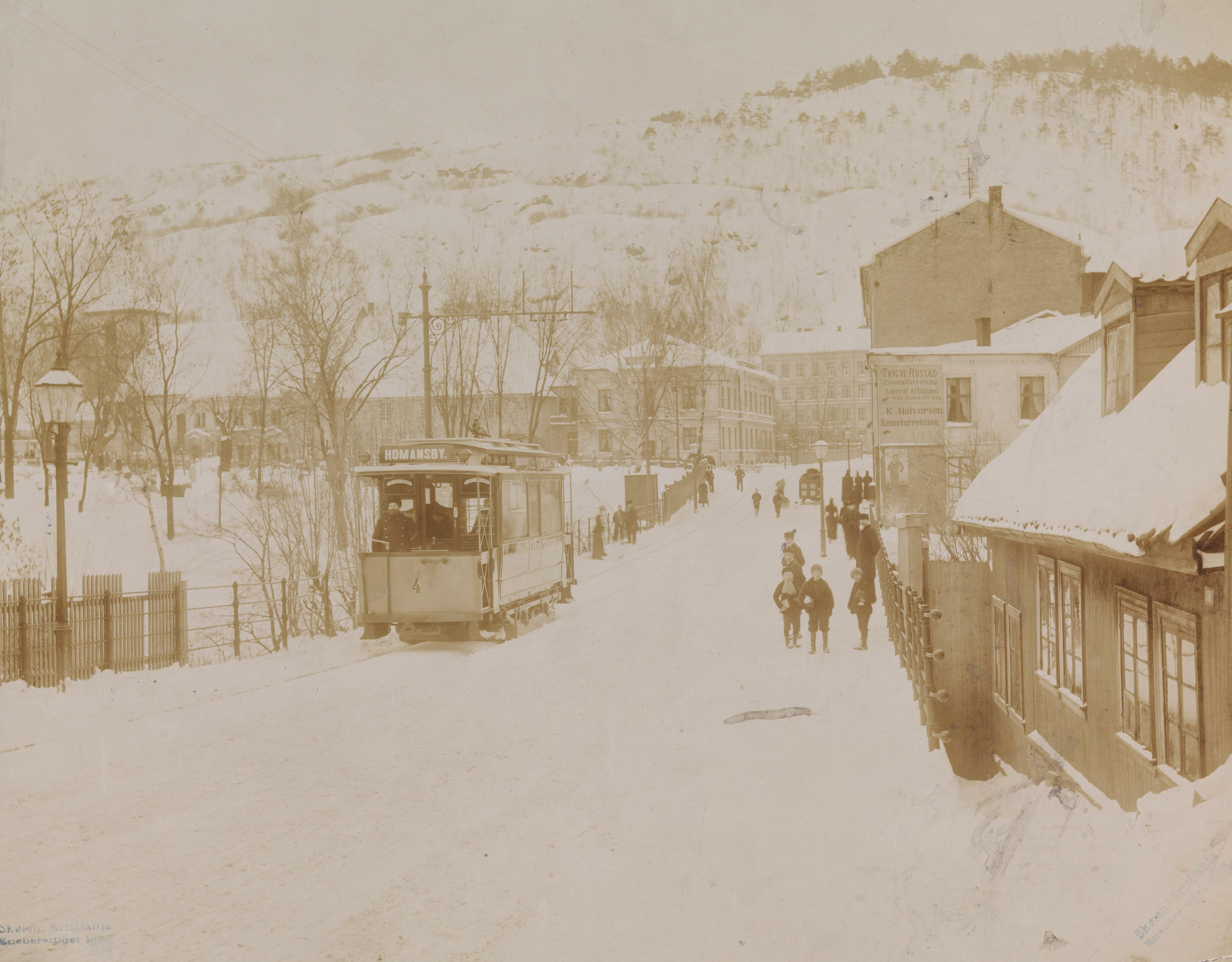
오슬로 거리(Oslo gate)의 트램. 운전석이 뚫려 있다. 1900년경.

### 주요 연혁
- 1894년, 크리스티아니아 전철(Kristiania Elektriske Sporvei; Blåtrikken)에서 스칸디나비아 최초의 전기 트램 노선인 브리스케뷔 선(Briskebylinjen)을 개통하였다. 해당 노선은 오슬로 중앙역에서 브리스케뷔를 거쳐 마요스투엔까지 본선, 스카르프스노(Skarpsno)까지를 측선으로 운행했다.
- 1899년, 말이 끄는 트램 노선이 전기화되고 아케르스가타(Akersgata)부터 사게네(Sagene) 및 로데뢰카(Rodeløkka)까지 운행하는 크리스티아니아 시립 철도 노선이 설치되는 등의 노선망 확장이 있었다. 이후 톨부가타(Tollbugata)에서 비페탕엔(Vippetangen)까지 운행하는 노선(녹색선(Grønntrikken))도 개통되었다.
- 1900년, 최후의 철도마차 노선인 감레뷔 선(Gamlebylinjen)이 전기 운행을 시작하였다.
- 1909~1910년, 노선 번호가 도입되었다.
- 1924년, 오슬로 시가 트램 회사인 크리스티아니아 전철(Kristiania Elektriske Sporvei(Blåtrikken))과 크리스티아니아 철도회사(Kristiania Sporveisselskab(Grønntrikken))에 대해 환매권을 행사하여 크리스티아니아 철도(AS Kristiania Sporveier)를 설립했다.
- 1925년, 도시가 오슬로(Oslo)로 개명되면서 트램 회사 또한 오슬로 철도(A/S Oslo Sporveier)로 개명하였다.신 노선이 지속적으로 개통되었으며, 1939년 신센(Sinsen)행 노선이 개통되었을 당시의 노선망이 최대 규모였다.
- 1960년, 오슬로 시의회에서 노면전차의 점진적 폐지가 의결되어 여러 노선이 버스로 교체되었다. 1966년부터는 지하철로 교체하였다.
- 1966년 5월 22일, 오슬로 중앙역에서 베르그크리스탈렌(Bergkrystallen)까지의 지하철 노선인 람베르트세테르바넨(Lambertseterbanen)이 개통되었다.
- 1977년, 오슬로 시의회가 트램 폐지 결정을 취소하였다.
- 1995년, 아케르브뤼게를 지나 비카(Vika)를 통과하는 트램 노선이 개통되었다.
- 1995년, 사게네 트램(Sagenetrikken, 15번 노선)이 폐선되었다.
- 1999년, 왕립병원까지 가는 노선이 개통되었다.
- 2007년 8월 20일부로 릴레아케르 선의 종점이 야르(Jar)에서 베케스투아(Bekkestua)로 변경되었다. 이는 아케르스후스(Akershus)주 의회와 오슬로 철도 간의 합의의 결과였으며, 지하철 콜소스바넨(Kolsåsbanen)의 구간 대체 버스를 트램으로 보완하는 형태였다. 특이한 점은 1924년에 정확히 같은 구간에 트램 노선이 개통되었었다는 것이다.
- 2009년 2월 16일, 릴레아케르-베케스투아 구간이 폐쇄되었다. 이는 콜소스바넨의 업그레이드 때문이었다.[7] 2010년 12월 1일 릴레아케르-야르 구간이 재개통되었으며, 베케스투아까지의 구간은 2014년 1월 19일에 재개통되었다. 해당 트램은 지하철과 같은 선로를 따라 야르에서 베케스투아까지 직행 운행되며, Egne hjem, Ringstabekk, Tjernsrud 등의 폐쇄된 정류장은 활용하지 않는다. 지하철은 Ringstabekk에서 정차한다. 이 구간에는 SL95 모델 트램만 운행하는데, 해당 모델에만 운전실 신호(ATP) 시스템이 설치되어 있기 때문이다.
- 2020년 10월 4일, 비에르빅 선(Bjørviklinjen)이라는 이름으로 드로닝 에우페미아스 가타(Dronning Eufemias gate)와 비스페가타(Bispegata)에 트램이 개통되었으며, 비에르비카와 중세 공원 등 두 개 정류장이 추가되었다. 선로는 이미 2014~15년 드로닝 에우페미아스 가타에 놓였었지만 폴로바넨(Follobanen) 건설 작업이 충분히 진척될 때까지 대기하느라 비스페가타에 선로가 놓일 때까지 시간이 더 소요되었다.
- 2024년 4월 현재, 릴레아케르-베케스투아 구간은 폐선되었다.

### 폐쇄 노선

#### 1938년
1938년 당시 다음의 노선들이 운영되었다.
- 0 사게네 순환선
- 1 마요스투엔 – 필레스트레데(Pilestredet) – 에테쉬타드
- 2 마요스투엔 – 프롱네르(Frogner) – 국립극장 – 동전철역
- 3 시외이엔 – 국립극장 – 칼 베르너 광장
- 4 스토르토르베 - 셸소스
- 5 마요스투엔 – 프롱네르 – 국립극장 – 동전철역
- 7 울레볼 – 캄펜(Kampen)
- 8 비페탕엔 – 그로루드(Grorud)
- 10 실레벡(Skillebekk) – 비카 – 비욀센(Bjølsen)
- 11 마요스투엔 – 필레스트레데 – 그로루드
- 12 마요스투엔 – 우라니엔보르그(Uranienborg) – 국립극장 – 칼 베르너 광장
- 13 사게네 - 감레뷔엔(Gamlebyen, 구 시가지)
- 15 마요스투엔 – 우라니엔보르그 – 국립극장 – 캄펜
- 16 시외이엔 – 국립극장 / 비카 – 에테쉬타드
- 17 울레볼 – 로데뢰카

#### 기타 폐쇄 노선
- 15번 (노랑/지하철 대체 트램) 노선은 2017년에 마지막으로 운행되었다. 노선은 디센(Disen) - 그레프센(Grefsen) - 신센 - 칼 베르너 광장 - 국립극장 - 프롱네르 - 마요스투엔. 이 노선은 지하철이 마요스투엔과 국회(Stortinget) 사이 혹은 그보다 넓은 구간에서 취소되었을 경우 대체 운행한다.
  - 2024년 3월 해당 구간의 지하철 신호 시스템 보수 공사로 인해 15번 트램이 일시적으로 운행되었다.[9] 이때 신형 모델인 SL-18로 운행되었다.
- 곡물 트램은 오슬로 항에서 그뤼네뢰카 및 산다케르의 제분소까지 곡물을 운반했다. 1918년부터 1967년까지 운영되었다.
- 캄펜 선(Kampentrikken)은 1900년부터 1960년까지 오슬로 동쪽 외곽에 위치한 캄펜까지 서비스를 제공했다. 이는 그뢴란드(Grønland)를 지나는 노선이 더 이상 사용되지 않게 되면서 중단되었다.
- 사게네 순환선은 1916년부터 1954년까지 운영되었다. 이 노선은 사게네/토쉬호브와 스토르토르베 사이를 그뤼네뢰카 및 상트한스하우겐(St.Hanshaugen)을 지나 순환하였다. 1899년 스토르토르베에서 울레볼스바이엔(Ullevålsveien)을 거쳐 사게네까지 운행하는 노선이 개통되었다. 1998년까지는 이보다 더 짧은 구간에서 운행되었다. 사게네에는 과거 자체 트램 정류장과 차고지가 있었다.
- 시멘스브로텐 선(Simensbråtenlinja)은 욤프루브로텐(Jomfrubråten)에서 에케베르그스레타(Ekebergsletta)를 지나 시멘스브로텐(Simensbråten)까지 운행하는, 에케베르그 선의 측선이었다. 1931년부터 1967년까지 운영되었다.
- 헬스퓌르 선(Helsfyrtrikken)은 1900년부터 1968년까지 운영되었다. 감레뷔 선(Gamlebylinjen)의 지선으로, 볼레렝아(Vålerenga), 에테쉬타드, 헬스퓌르(Helsfyr) 까지 운행하였다.

## 차량 모델

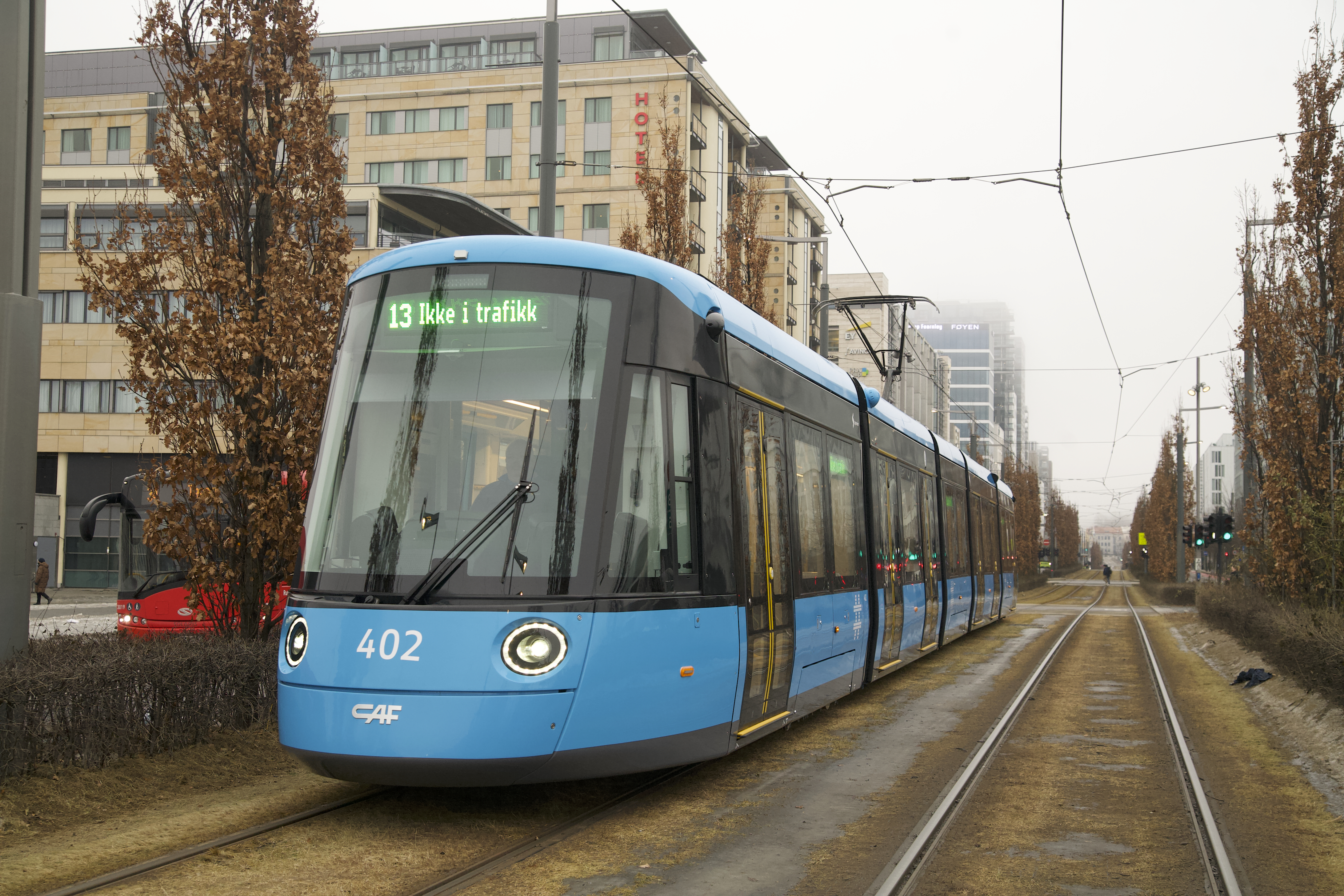
SL-18 모델 트램, 객차번호 402.

2020년 기준 오슬로는 72대의 트램을 보유했었는데, 1982년부터 인도된 SL-79(40량, 차량번호 101~140번)와 1999년부터 인도된 SL-95(32량, 차량번호 141~172번) 두 가지의 오래된 모델로 구성되어 있었다. 모델명의 SL은 노면열차 차량(Sporvogn Ledd)의 약어이며, 숫자는 주문 연도를 의미한다. (SL-79는 1979년, SL-95는 1995년 등)
2021년부터 SL-18(2018년 주문)의 납품이 시작되었다. SL-18 차량은 점차적으로 모든 기존 SL-79 및 SL-95 차량을 대체할 예정이다. 총 87대의 신규 트램이 확보되었으며, 모두 2024년 말까지 실 운행에 투입될 예정이다. 모든 트램은 Oslo Vognselskap AS의 소유이다. SL-79 모델은 기술적인 수명이 거의 다 되었으며 SL-95는 기술적 결함을 가지고 있다.

### SL-79
SL-79 (1979년에 주문된 Sporvogn Ledd의 약자)는 현재 운행중에 있는 구형 트램이다. 한쪽 끝에만 운전석이 장착되어 있으므로 Gaustad 라인에서 정상 운행하기 어렵다. (종점 Rikshospitalet에 회전 루프가 없기 때문인데, 이전 종점인 John Colletts plass에는 이러한 루프가 있었다.) 차량 인도는 두 번에 걸쳐 이루어졌다. 1982년에 25대의 SL-79/I 차량들 중 일부가 운행에 투입되었다. 나머지(SL-79/II)는 1989년에 인도되었다. 외관상 이들은 서로 유사하지만 SL-79/II 차량들은 내부가 다소 다르고 약간의 기술적 차이가 있다. SL-79/I 시리즈에는 왼쪽에 뒷문이 하나 있었는데 SL-79/II 시리즈에는 없다. 독일 뒤셀도르프에 소재한 Duewag 사가 첫 10대를 독일에서 생산했고, Strømmens Værksted가 나머지를 생산했다. 객차에는 좌석이 71개, 입석이 약 92개 있다.
SL-79의 전면에는 "본네팡에르 (bondefanger, farmer's catch)라고 불리는 "바구니"가 있는데, 이는 트램 앞에 무언가가 있을 경우 추가적으로 안전을 기하기 위한 것이다. 바구니는 아래로 떨어져서 방해가 되는 모든 것을 "잡도록" 되어 있다. 이는 SL-95에도 장착이 고려되었으나 결국 적용되지 않았다.

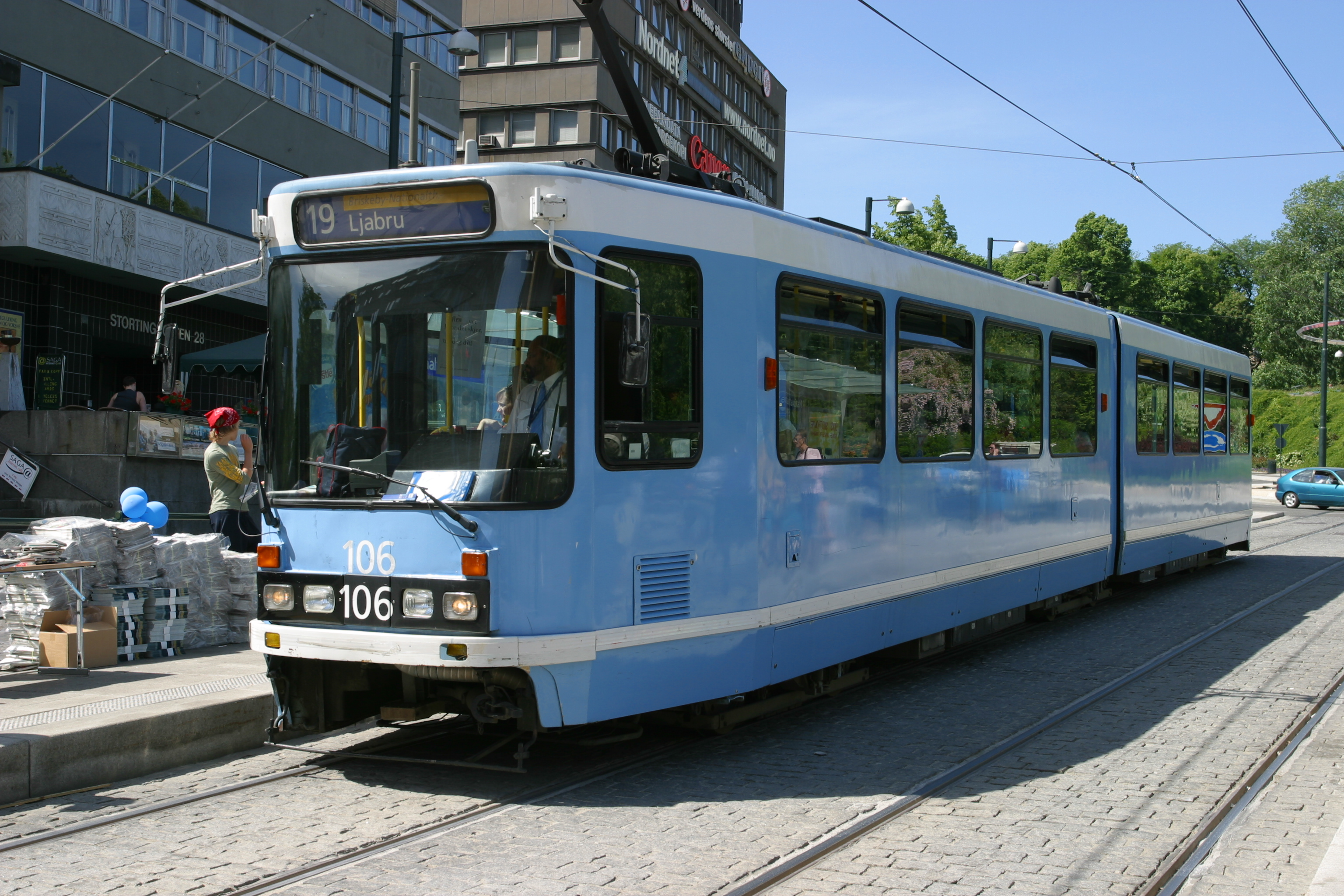
SL-79-I, 차량번호 106번
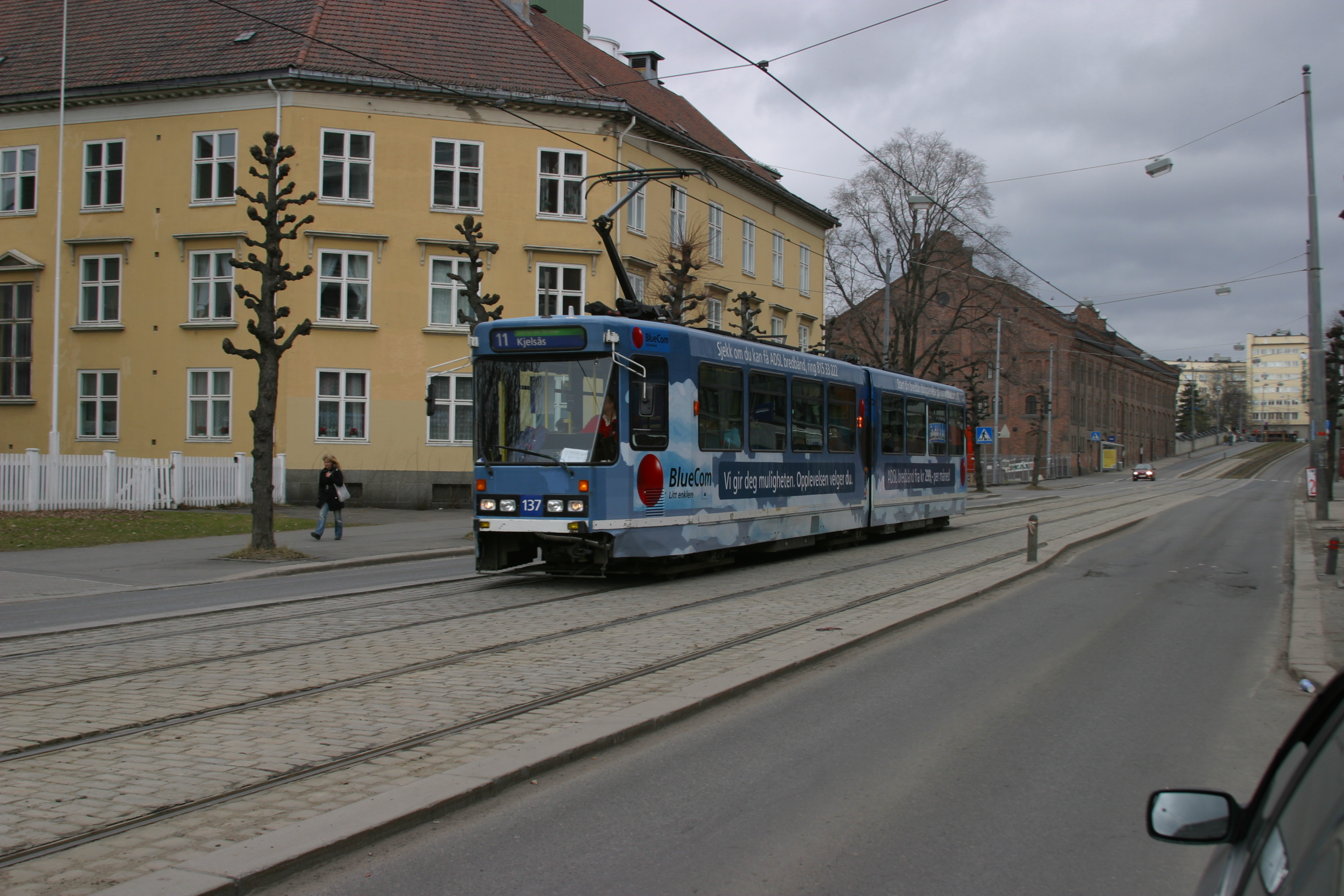
SL-79-II, 차량번호 137번

### SL-95
SL-95 (1995년에 주문된 Sporvogn Ledd의 약자)는 이탈리아의 Ansaldo/Firema 社 (현재 AnsaldoBreda)에서 제조하였으며 이전 트램보다 더 크고 무겁다. 이 모델의 트램은 마요스투엔까지의 일반 운행에 사용되지 않는데, 호만스뷔엔(Homansbyen) 지역의 일부 커브 구간이 너무 빡빡하고 일부 지역에서는 선로 사이의 공간이 너무 좁기 때문이다. 다만 이러한 객차가 전체 노선에서 사용될 수 있도록 선로를 개선할 방침에 있다. SL-95 모델의 트램은 정문을 제외한 모든 문이 낮은 바닥으로 되어 있어서 휠체어 접근성이 비교적 높다. 트램은 양방향으로 운행할 수 있는 장비를 갖추고 있으며, 양쪽 끝에 운전석이 있다. 내부에는 서로 마주보는 좌석들이 있고, 양쪽에 출입문이 달려 있다. 좌석은 총 88개, 입석이 약 124개로 SL-79 모델보다 용량이 크다. 오슬로 철도회사(Sporveien)은 이미 이 모델의 트램 32대를 폐기했다. SL-95는 수명이 끝나갈수록 유지 관리 비용이 점점 더 많이 든다.

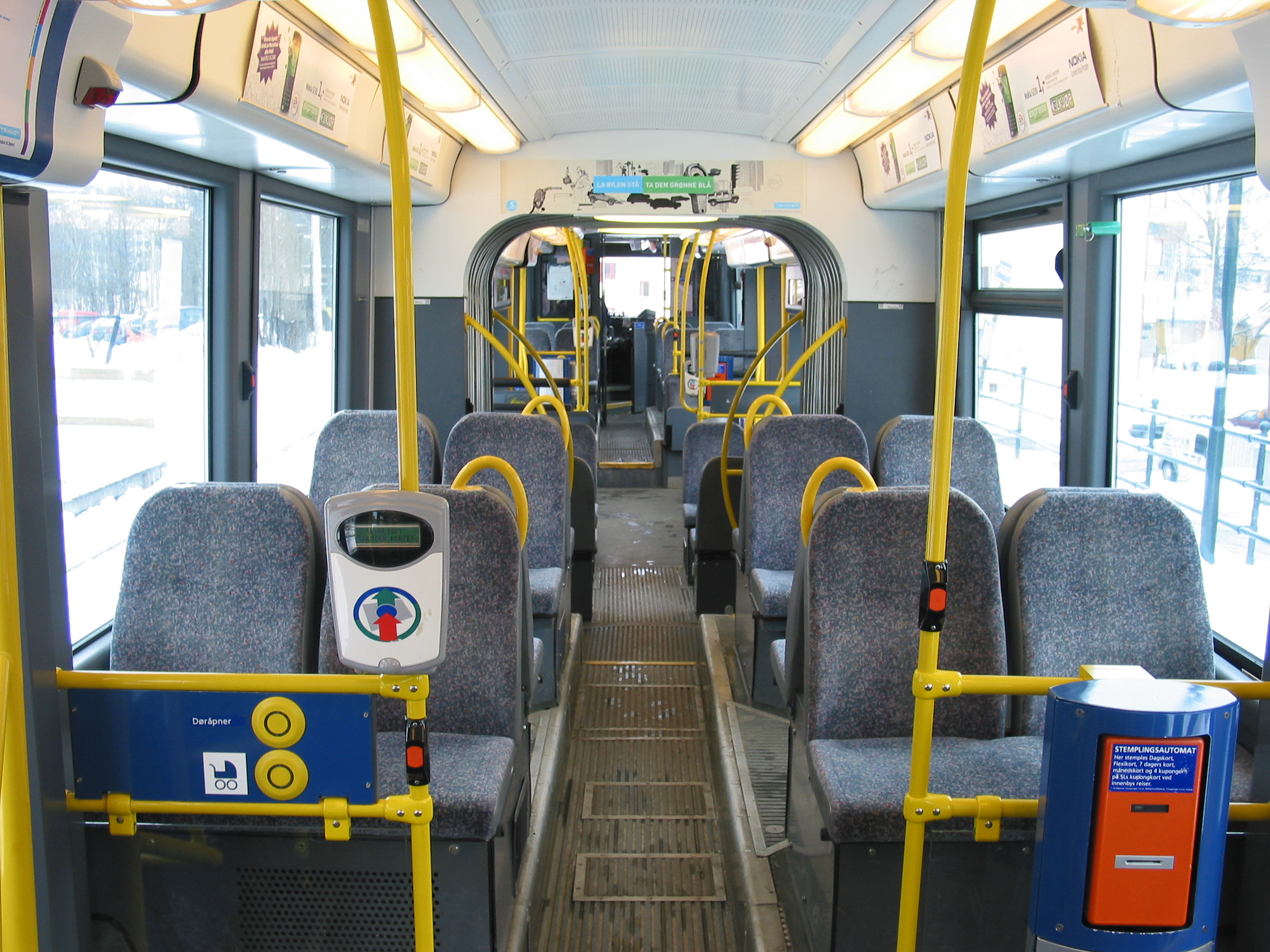
SL-95 내부
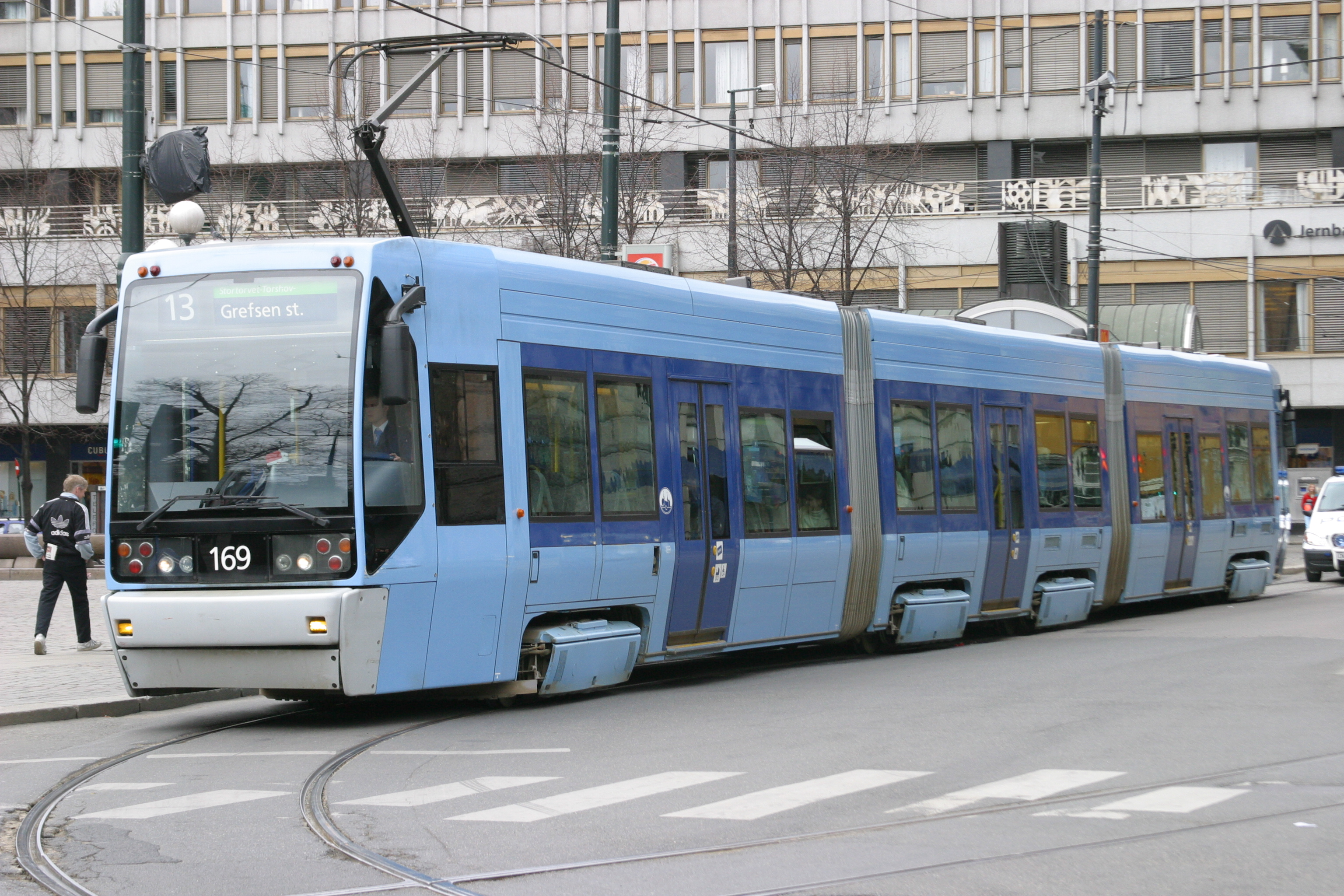
SL-95, 차량번호 169번

### SL-18
SL-18 (Sporvogn Ledd의 줄임말, 2018년 주문)은 스페인(사라고사)의 CAF(Construcciones y Auxiliar de Ferrocarriles, SA) 社에서 제조한 대형 트램이다. 2018년, CAF Urbos 100 모델의 트램 87대가 주문되었으며, 새로운 트램은 2021년부터 인도를 시작하여 2024년에 완료될 예정이다.  SL-18은 2022년 1월 승객을 대상으로 시험 주행되었으며 2022년 2월부터 13번 노선 (리야브루(Ljabru) - 릴레아케르(Lilleaker)) 에 정상 운행 투입되었다. SL-18은 바닥이 낮아 휠체어 출입에 용이하고, 양방향으로 운행할 수 있으며, 양쪽 끝에 운전석이 있고, 서로 마주보는 좌석 및 양쪽 문이 있다. 트램의 길이는 34m, 너비는 2.65m이다. SL-18의 무게는 42톤(승객 탑승 시 64톤)으로 승객 탑승 시 80톤인 SL-95보다 훨씬 가볍다. 각 트램에는 총 220명의 승객을 수용할 수 있는 공간과 6개의 문이 있다. (SL-95의 경우 4개였다). SL-18 모델 트램에는 계단이 없으며 각 트램에 휠체어 4대를 수용할 수 있는 공간이 있다. 문을 늘리고 계단을 없앰으로써 정류장 정차 시간이 짧아질 것으로 예상된다. 2020년 현재 87대의 트램이 주문되었는데 이것은 기존의 SL-79 트램과 SL-95 트램을 합친 것보다 16대 늘어나는 것이다. 계획은 2개의 구형 모델을 2024년까지 단계적으로 폐지하는 것이다. 2024년 5월 현재 13, 17, 18번 노선, 그리고 12번 노선의 일부가 SL-18 차량으로 운행되고 있다.
SL-18 모델의 경우 최대 승차인원이 증가하였으나 좌석의 수는 줄어들었는데, 이는 대개의 트램 이용객이 한 번에 10분 이내에 하차한다는 통계에 따른 것이다.

## 은퇴한 모델
- SM-53[20]
- SM-83[21]

## 같이 보기
- 에케베르그 선
- 릴레아케르 선
- 외스텐시외 선
- 홀멘콜 선
- 노르웨이의 철도

## 참고자료
1. ↑  Ruter.no: «Trikkens rolle» - Trikkeprogrammet Rapport: Trikkens rolle. - Juni 2015 (side 28)
2. ↑  Linjekart trikken 4.10.2020. 보관됨 2020-10-07 - 웨이백 머신 Besøkt 5.10.2020.
3. ↑  “Rutetabeller og linjekart for trikk” (노르웨이어). 2024년 4월 24일에 확인함.
4. ↑  Ruter (2021년 8월 9일). “Linjekart for trikken” (PDF). 《ruter.no》. 2024년 3월 29일에 원본 문서 (PDF)에서 보존된 문서. 2024년 4월 24일에 확인함.
5. ↑  Ruter (2021년 11월). “Fremkommelighet for kollektivtransport” (PDF). 《Ruter.no》. 2024년 4월 24일에 확인함.
6. ↑  Wikipedia. “Sagene Depot”. 《Wikipedia》. 2024년 4월 24일에 확인함.
7. ↑  “Trikken snur på Lilleaker fra 16. februar”. Oslotrikken. 2012년 5월 24일에 원본 문서에서 보존된 문서. 2009년 1월 31일에 확인함.
8. ↑  “Kart over Oslo 1938”. Oslo oppmålingsvesen. 2024년 4월 13일에 확인함.
9. ↑  Terning, Petter (2024년 3월 24일). “Buss og trikk for bane: Slik blir T-banetrafikken i påsken” (노르웨이어). 2024년 4월 24일에 확인함.
10. ↑  “Fremtidens byreise”. 2018년 1월 8일에 원본 문서에서 보존된 문서. 2024년 4월 29일에 확인함.
11. ↑  Oslo Vognselskap AS 보관됨 2011-07-24 - 웨이백 머신
12. ↑  Tidenes trikkesatsing i Norge: Sporveien velger CAF som ny trikkeleverandør 보관됨 2017-09-03 - 웨이백 머신 (pressemelding, Sporveien)
13. 1 2  “Oslo skal kjøpe 87 Spania-trikker til mer enn fire milliarder”. 2023년 8월 19일에 확인함.
14. ↑  “Sporveien AS - Velkommen til Sporveien, Norges største leverandør av kollektivtrafikk”. 2023년 8월 19일에 원본 문서에서 보존된 문서. 2023년 8월 19일에 확인함.
15. ↑  NRK. “Nye trikker testes i Oslo”. 2022년 3월 1일에 확인함.
16. ↑  “Nye trikker prøvekjørte med passasjerer i Oslo”. 2022년 3월 1일에 확인함.
17. ↑  “Nå kommer de nye Oslo-trikkene”. 2023년 8월 19일에 확인함.
18. ↑  “Får 87 nye: Dette gjør den nye Oslotrikken bedre enn den gamle”. 2023년 8월 19일에 확인함.
19. ↑  Journalist, Arnsten Linstad. “Oslos nye trikker forsinket: - Men i januar kjører vi med passasjerer, lover Sporveis-sjefen”. 2023년 8월 19일에 확인함.
20. ↑  “SM-53”. 《위키백과》 (노르웨이어).
21. ↑  “SM-83”. 《위키백과》 (노르웨이어).